# Unión Democrática Nacional
La Unión Democrática Nacional (en portugués União Democrática Nacional) (UDN) fue un partido político brasileño fundado el día 7 de abril de 1945, totalmente opositor a las políticas de Getúlio Vargas y de orientación liberal-conservadora. Disuelto en 1965.
Concurrió a las elecciones presidenciales en los años 1945, 1950 y 1955 postulando al Brigadier Eduardo Gomes en las dos primeras y al general Juarez Távora en la última, perdiendo en las tres ocasiones. En 1960 apoyó a Jânio Quadros (que no era afiliado de la UDN), obteniendo así una victoria histórica. Muchos udenistas apoyaron el golpe militar de 1964, siendo que el propio mariscal Castelo Branco era simpatizante y elector de la UDN.
Su lema oficial es una frase apócrifa de Thomas Jefferson: "El precio de la libertad es la eterna vigilancia."
Su principal rival en las urnas era el Partido Social Democrático. Hasta las elecciones parlamentarias de 1962, la UDN era el segundo partido con más banca en el Congreso Nacional, atrás de los pessedistas. En ese año, el Partido Trabalhista Brasileiro le arrebató el segundo lugar a la UDN.

## Resultados electorales
| 1945                                          | 1,575,375 | 26.6 | 81 | 28.3 | 12 |
| 1947                                          | 677.374   | 32.4 | 5  | 26.3 | 8  |
| 1950                                          | 1,812,849 | 24.7 | 81 | 26.6 | 3  |
| 1954                                          | 1,936,935 | 21.9 | 74 | 22.7 | 18 |
| 1958                                          | 2,319,713 | 21.1 | 70 | 21.5 | 11 |
| 1962                                          | 2,547,207 | 22.6 | 97 | 23.7 | 14 |
| Fuente: Universidad Estatal de Río de Janeiro |           |      |    |      |    |

## Presidentes
- (1945-47) Otávio Mangabeira (Bahia)
- (1947-49) José Américo de Almeida (Paraíba)
- (1949-51) José Eduardo do Prado Kelly (Río de Janeiro)
- (1951-53) Odilon Braga (Minas Gerais)
- (1953-55) Arthur Ferreira dos Santos (Paraná)[3][4]
- (1955-57) Milton Campos (Minas Gerais)
- (1957-1959) Juracy Magalhães (Bahia)
- (1959-1961) José de Magalhães Pinto (Minas Gerais)
- (1961-1963) Herbert Levy (São Paulo)
- (1963-1965) Olavo Bilac Pinto (Minas Gerais)
- (1965) Ernani Sátiro (Paraíba)

## Secretarios generales
- (1945-1947) Virgílio de Melo Franco (Minas Gerais)
- (1947-1949) Aliomar Baleeiro (Bahia)
- (1949-1951) José Monteiro de Castro (Minas Gerais)
- (1951-1953) Rui Santos (Bahia)
- (1953-1955) Virgílio Távora (Ceará)
- (1955-1957) João Agripino Filho (Paraíba)
- (1957-1959) Guilherme Machado (Minas Gerais)
- (1959-1961) Aluísio Alves (Rio Grande do Norte)
- (1961-1963) Ernani Sátiro (Paraíba)
- (1963-1965) Rui Santos (Bahia)
- (1965) Oscar Dias Correia (Minas Gerais)